# Thunder (píseň, Imagine Dragons)
Thunder je píseň od americké indie rockové hudební skupiny Imagine Dragons. Vydalo ji Interscope Records 27. dubna 2017. Píseň je druhým singlem jejich třetího studiové alba Evolve.

## Videoklip
Videoklip byl vydán 2. května 2017. Režíroval ho Joseph Kahn a natáčen byl v Dubaji.

## Tracklist
Ke stažení
| Pořadí | Název   | Délka |
| ------ | ------- | ----- |
| 1.     | Thunder | 3:07  |

## Umístění v hitparádách
| Žebříček (2017)                       | Nejvyšší umístění |
| ------------------------------------- | ----------------- |
| Austrálie (ARIA)                      | 2                 |
| Rakousko (Ö3 Austria Top 40)          | 2                 |
| Kanada (Canadian Hot 100)             | 31                |
| Francie (SNEP)                        | 66                |
| Německo (Official German Charts)      | 2                 |
| Irsko (IRMA)                          | 18                |
| Itálie (FIMI)                         | 5                 |
| Švédsko (Sverigetopplistan)           | 10                |
| Švýcarsko (Schweizer Hitparade)       | 2                 |
| Spojené království (UK Singles Chart) | 20                |
| USA (Billboard Hot 100)               | 54                |
| USA (Hot Rock Songs)                  | 2                 |
| USA (Rock Airplay)                    | 12                |

## Datum vydání
| Oblast    | Datum          | Formát     | Vydavatelství                   |
| --------- | -------------- | ---------- | ------------------------------- |
| Austrálie | 27. dubna 2017 | ke stažení | Interscope Records Kidinakorner |